# ريتشي دي لايت

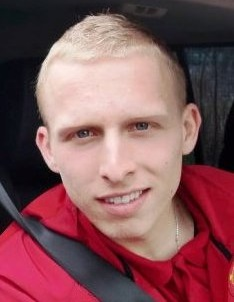

ريتشي دي لايت (مواليد 28 نوفمبر 1988 في أنتويرب - بلجيكا) لاعب كرة قدم بلجيكي يلعب حاليا لصالح نادي الدرجة الممتازة مانشستر يونايتد الإنجليزي منذ 2009 في مركز قلب الدفاع كما يجيد اللعب في مركز الظهير الأيمن والأيسر .

## روابط خارجية
- ريتشي دي لايت على موقع الاتحاد الأوربي (الإنجليزية)
- ريتشي دي لايت على موقع الاتحاد البلجيكي (الإنجليزية)
- ريتشي دي لايت على موقع قاعدة بيانات كرة القدم.إي يو (الإنجليزية)
- ريتشي دي لايت على موقع ناشيونال فوتبول تيمز (الإنجليزية)
- ريتشي دي لايت على موقع Soccerbase.com (لاعب) (الإنجليزية)
- ريتشي دي لايت على موقع Soccerway.com (الإنجليزية)
- ريتشي دي لايت على موقع عالم كرة القدم.نت (الإنجليزية)
- ريتشي دي لايت على موقع كووورة
- ريتشي دي لايت على موقع AS.com (الإسبانية)